# Combeiet

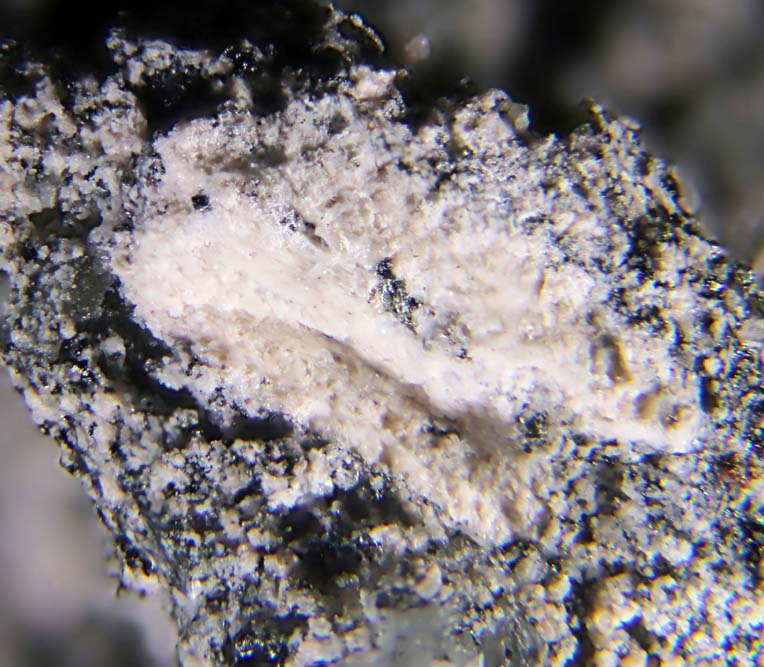
Combeiet

Het mineraal combeiet is een natrium-calcium-silicaat met de chemische formule Na2Ca2Si3O9. Het mineraal behoort tot de cyclosilicaten.

## Eigenschappen
Het doorzichtig kleurloze combeiet heeft een witte streepkleur en het mineraal kent geen splijting. Combeiet heeft een gemiddelde dichtheid van 2,844 en de hardheid is onbekend. Het kristalstelsel is trigonaal en het mineraal is niet radioactief.